# Kentropyx viridistriga
Kentropyx viridistriga là một loài thằn lằn trong họ Teiidae. Loài này được Boulenger mô tả khoa học đầu tiên năm 1894.